# 南泉烈士紀念碑暨烈士墓
南泉烈士紀念碑暨烈士墓位於重慶市巴南區南泉街道虎啸村建文峰南麓，文物遺址年代為現代，1987年1月23日列為重慶市第二批市級文物保護單位初定名單。1992年3月19日列為重慶市第二批市級文物保護單位。2000年9月7日列為第一批重慶市文物保護單位。